# زهير الورد
زهير الورد  قرية سوريّة تتبع إداريّاً لمحافظة حلب منطقة جبل سمعان ناحية تل الضمان، بلغ تعداد سكانها 55 نسمة حسب التعداد السكاني لعام 2004.